# Sint-Martens-Leerne
Sint-Martens-Leerne és un nucli del municipi de Deinze a la província de Flandes Oriental a la regió flamenca de Bèlgica a la riba esquerra del riu Leie. L'1 de gener de 1978 fusionà amb Deinze. El 2009 tenia 1194 habitants per a una superfície de 378 hectàrees.
El primer esment escrit Lederna data de 1192, el 1206 es parla de Lederne Sancti Martini. Era una senyoria que depenia dels senyors de Nevele. Els delmes de l'església de Sant Martí esquien al capítol de Tournai i al rector local.
El municipi és caracteritzat per a prats arenosos i boscs a les parts més alts i prats molls, desguassats per una xarxa densa de recs i petits canals a la vall del Leie. Les terres de conreu van cedir a l'herbassar i la cultura d'àlbers.

## Monuments
- El Castell van Crombrugghe, de la família noble que de 1818 a 1978 quasi sempre va lliurar el burgmestre.[3]

## Persones
- El 1946, el pintor Antoon de Clerck i el futur artista polivalent Hugo Claus hi van llogar una granja.